# Физика горения и взрыва
«Физика горения и взрыва» — журнал научного профиля. Издаётся Сибирским отделением Российской академии наук при поддержке Научного совета по горению РАН. Учредителями журнала являются Институт гидродинамики им. М. А. Лаврентьева, Институт химической кинетики и горения, Институт теоретической и прикладной механики.

## История
Основан в 1965 году, первым главным редактором был академик М. А. Лаврентьев. Позже редколлегию возглавляли В. М. Титов (1980—1993, 2002—2020), В. В. Митрофанов (1993—2001), А. А. Васильев.
Издаётся в Новосибирске. Адрес редакции: 630090, Новосибирск, а/я 187, Морской проспект, д. 2.
Выходит 6 номеров в год.
Журнал специализируется на публикации результатов экспериментальных и теоретических исследований в области физики горения и взрыва.
Разделы:
- горение в газах и конденсированных средах;
- детонация конденсированных взрывчатых веществ, газов и гетерогенных систем;
- получение новых материалов методом самораспространяющегося высокотемпературного синтеза, ударными и детонационными волнами;
- высокоскоростной удар, динамическое нагружение материалов и конструкций;
- сварка взрывом и детонационное напыление.

Журнал включён в список ведущих рецензируемых научных журналов и изданий, в которых должны быть опубликованы основные научные результаты диссертаций на соискание учёных степеней доктора и кандидата наук
С момента основания осуществляется перевод журнала на английский язык, англоязычная версия журнала издаётся издательством Springer Science+Business Media под названием Combustion, Explosion, and Shock Waves.

## Редколлегия
В состав редакционной коллегии журнала входят:
- д.ф.-м.н., проф. Владимир Егорович Зарко — заместитель главного редактора,
- д.т. н., с.н.с. Марат Григорьевич Кталхерман — заместитель главного редактора,
- к.ф.-м.н., в.н.с. Сергей Мнацаканович Караханов — ответственный секретарь,
- д.ф.-м.н., проф. Вячеслав Степанович Бабкин,
- д.т. н., с.н.с. Михаил Алексеевич Корчагин,
- д.х.н., с.н.с. Андрей Александрович Онищук,
- д.х.н., проф. Владислав Александрович Садыков,
- д.т. н., проф. Виктор Иванович Терехов,
- д.т. н., проф. Павел Константинович Третьяков,
- д.ф.-м.н., с.н.с. Татьяна Алексеевна Хмель.